# Norman Spencer
Norman Spencer (11 de maio de 1892 - 19 de setembro de 1985) foi um compositor americano, atuou em trilhas sonoras e foi diretor de música da Leon Schlesinger Productions (uma empresa mais tarde conhecida como Warner Bros. Cartoons) durante os anos 30.

## Diretor de música
Spencer atuou como compositor e diretor de música da Leon Schlesinger Productions de 1933 a 1936, juntamente com o colega compositor Bernard Brown, criando trilhas sonoras para curtas-metragens de animação das séries Looney Tunes e Merrie Melodies, produzidas por Leon Schlesinger. Seu filho Norman Jr. lidou com os arranjos musicais das duas séries.
De acordo com um artigo do The Film Daily publicado em 29 de abril de 1936, Spencer havia acabado de concluir um contrato de três anos para o estúdio e assinado um novo contrato de três anos. No entanto, um artigo publicado em 3 de agosto do mesmo ano relatou que Spencer havia renunciado e que Carl Stalling o sucedeu como diretor musical do estúdio. Conforme observado pelo historiador de animação "Tralfaz", os artigos revelam que Schlesinger já havia assinado um novo contrato com Spencer, apenas para contratar seu substituto alguns meses depois, após a saída de Brown para chefiar o departamento de som da Universal Studios. As razões da renúncia de Spencer são desconhecidas, embora "Tralfaz" especulasse que o homem poderia ter deixado por sua própria vontade. 
De acordo com uma história contada pelo dublador Mel Blanc durante uma entrevista em 1988, Spencer também foi a pessoa responsável pela contratação de dubladores para o estúdio. Blanc solicitou repetidamente uma audição ao estúdio Schlesinger, mas Spencer continuou dizendo a ele que o estúdio não precisava de novos dubladores. Um dia, em 1936, Blanc retornou com outro pedido de audição e encontrou Spencer desaparecido, pois havia ficado doente e Treg Brown (que mais tarde substituiu Spencer como editor de som) estava o substituindo. Nesse ponto, Brown finalmente deu a Blanc sua tão esperada audição e, posteriormente, o contratou.

## Filmografia
Como observado pelo estudioso do cinema Clifford McCarty no livro Film Composers in America: A Filmography, 1911-1970 (2000), determinar quem foi o compositor de um filme requer mais pesquisa do que consultar os créditos da tela do filme. Os créditos de tela na época em que ele pesquisou não tinham a intenção de informar o público sobre quem era o pessoal criativo dos filmes. Os créditos da tela serviram principalmente para estabelecer a importância de um indivíduo para a indústria cinematográfica. Nos filmes mudos, os compositores raramente eram creditados, já que as trilhas sonoras que o acompanhavam podiam variar de um cinema para outro. No cinema sonoro, havia apenas uma trilha sonora, mas a maioria dos estúdios de cinema americanos relutava inicialmente em fornecer créditos musicais a qualquer pessoa, exceto aos compositores. Quando os estúdios concediam um crédito, eles nomeavam o diretor musical do estúdio. Em teoria, o diretor musical era responsável pela composição, organização e direção da música cinematográfica. Mas o diretor não precisava fazer pessoalmente todas essas funções. Ainda era comum, na década de 1930, que o chefe do departamento de música fosse creditado ou premiado em vez dos compositores reais.
McCarty estima que os créditos de tela para compositores começaram a se tornar comuns por volta de 1932, embora houvesse exceções anteriores. Mas ainda havia níveis variados de créditos entre os vários filmes lançados. As chamadas "imagens A" (filmes de grande orçamento) e "programadores" de médio alcance tinham maior probabilidade de creditar seus compositores, enquanto os filmes B raramente incluíam créditos musicais. Em parte porque não possuíam partituras reais ou usavam músicas rastreadas fornecidas por empresas fornecedoras. Nos principais estúdios americanos, créditos aos compositores tornaram-se habituais nos anos 40. Mas as colaborações entre compositores ainda eram raramente reconhecidas e apenas um compositor receberia o crédito. Duas grandes exceções foram os filmes Stagecoach (1939) e Abilene Town (1946), uma vez que cada um creditou cinco compositores para a música. Há evidências de que alguns compositores recusariam ofertas de créditos na tela. RH Bassett, por exemplo, foi um compositor prolífico de trilhas sonoras, mas nunca recebeu crédito na tela. 
Ao tentar determinar quem era o compositor de um filme, Clifford McCarty consultou uma variedade de fontes. As duas fontes principais foram as próprias partituras e as partituras. Folhas de sinalização eram os documentos legais que relatavam o conteúdo musical de um filme sonoro. Eles tendem a variar em nível de detalhe, mas a maioria inclui o título da sugestão ou o nome de uma composição musical, seu compositor e editor. Eles também incluem informações sobre música instrumental e vocal, fundo e visual, e sua duração medida em minutos e segundos. Suas limitações são que eles tendem a não distinguir entre música original e música preexistente e creditam o compositor original e não o responsável pela adaptação. McCarty também usou fontes secundárias, particularmente quando as fontes primárias estavam perdidas ou indisponíveis há muito tempo. 
Dadas as limitações acima, McCarty lista os seguintes créditos musicais para Norman Spencer:
- Buddy's Day Out (1933)
- I've Got to Sing a Torch Song (1933)
- Beauty and the Beast (1934)
- Buddy and Towser (1934)
- Buddy of the Apes (1934)
- Buddy the Detective (1934)
- Buddy the Gob (1934)
- Buddy the Woodsman (1934)
- Buddy's Bearcats (1934)
- Buddy's Beer Garden (1934)
- Buddy's Circus (1934)
- Buddy's Garage (1934)
- Buddy's Show Boat (1934)
- Buddy's Trolley Troubles (1934)
- The Girl at the Ironing Board (1934)
- Goin' to Heaven on a Mule (1934)
- Honeymoon Hotel (1934)
- The Miller's Daughter (1934)
- Pettin' in the Park (1934)
- Shake Your Powder Puff (1934)
- Sittin' on a Backyard Fence (1934)
- Those Were Wonderful Days (1934)
- Viva Buddy (1934)
- Why Do I Dream Those Dreams (1934)
- Along Flirtation Walk (1935)
- Buddy in Africa (1935)
- Buddy of the Legion (1935)
- Buddy Steps Out (1935)
- Buddy the Dentist (1935)
- Buddy the Gee Man (1935)
- Buddy's Adventures (1935)
- Buddy's Bug Hunt (1935)
- Buddy's Pony Express (1935)
- Buddy's Theatre (1935)
- The Country Boy (1935)
- The Country Mouse (1935)
- I Haven't Got a Hat (1935)
- Into Your Dance (1935)
- The Merry Old Soul (1935)
- Mr. and Mrs. Is the Name (1935)
- My Green Fedora (1935)
- Pop Goes Your Heart (1935)
- Rhythm in the Bow (1935)
- Those Beautiful Dames (1935)
- Alpine Antics (1936)
- At Your Service Madame (1936)
- Billboard Frolics (1936)
- Bingo Crosbyana (1936)
- The Blow Out (1936)
- Boom Boom (1936)
- Buddy's Lost World (1936)
- A Cartoonist's Nightmare (1936)
- The Cat Came Back (1936)
- The Fire Alarm (1936)
- Fish Tales (1936)
- Flowers for Madame (1936)
- Gold Diggers of '49 (1936)
- Hollywood Capers (1936)
- I Love to Singa (1936)
- I Wanna Play House (1936)
- I'd Love to Take Orders From You (1936)
- I'm a Big Shot Now (1936)
- The Lady in Red (1936)
- Let It Be Me (1936)
- The Little Dutch Plate (1936)
- Page Miss Glory (1936)
- The Phantom Ship (1936)
- Plane Dippy (1936)
- Porky the Rain-Maker (1936)
- Porky's Pet (1936)
- Shanghaied Shipmates (1936)
- Sunday Go to Meetin' Time (1936)
- Westward Whoa (1936)
- When I Yoo Hoo (1936)